# Sacerdotalis Caelibatus
Sacerdotalis Caelibatus is de zesde en voorlaatste encycliek van paus Paulus VI. Ze verscheen op 24 juni 1967 op het feest van Sint-Johannes de Doper, in het vijfde jaar van zijn pontificaat en handelt over het priestercelibaat.

## Inhoud
De encycliek bestaat uit een inleiding en drie delen:
- I. Doctrinaire beschouwingen
- II. Pastorale richtlijnen
- III. Besluit